# Alepu
Alepu este o mlaștină de pe coasta bulgară a Mării Negre, situată în regiunea Burgas, la 6,5 kilometri sud de orașul-stațiune Sozopol . Are 3,3 kilometri lungime și până la 320 metri lățime, cu o suprafață de 167 hectare . Începând cu 1986, zona a fost desemnată rezervație naturală datorită varietății mari de păsări de apă rare și protejate care trăiesc acolo și a susținut un interes semnificativ din partea ornitologilor locali și străini.  Dunele de nisip adiacente rezervației au fost, de asemenea, desemnate protejate. Din cauza protecției laxe din partea autorităților locale, vânătoarea și pescuitul ilegal rămân o amenințare pentru rezervație. Face parte din zona importantă avifaunistică Ropotamo.
Plaja peste Alepu este cunoscută pentru frumusețea pitorească și apa de culoare acvamarin. Până la construirea complexului stațiunii Saint Thomas în 2009, a fost cunoscută ca una dintre puținele plaje cu adevărat sălbatice din Bulgaria. 
Stâncile Alepu din Insulele Shetland de Sud, Antarctica poartă numele rezervației Alepu. 
|                                           |
| Semnul rutier Alepu cu mlaștina în fundal |

|                                                          |
| Plaja vizavi de Alepu, cu resortul St. Thomas în dreapta |

|                           |
| Regiunea Burgas, Bulgaria |